# José Romualdo Baltoré

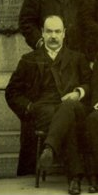
José R. Baltoré hijo (1862-1924) en el colegio del Uruguay durante su vicerectorado (1911-1915)

José Romualdo Baltoré (Gualeguay, 7 de febrero de 1831 - Buenos Aires, 14 de abril de 1891) fue un político, docente y jurisconsulto argentino de destacada actuación en su provincia natal, Entre Ríos. Fue Oficial Mayor del Ministerio General, Juez en lo Civil y más tarde en lo Criminal de la provincia.

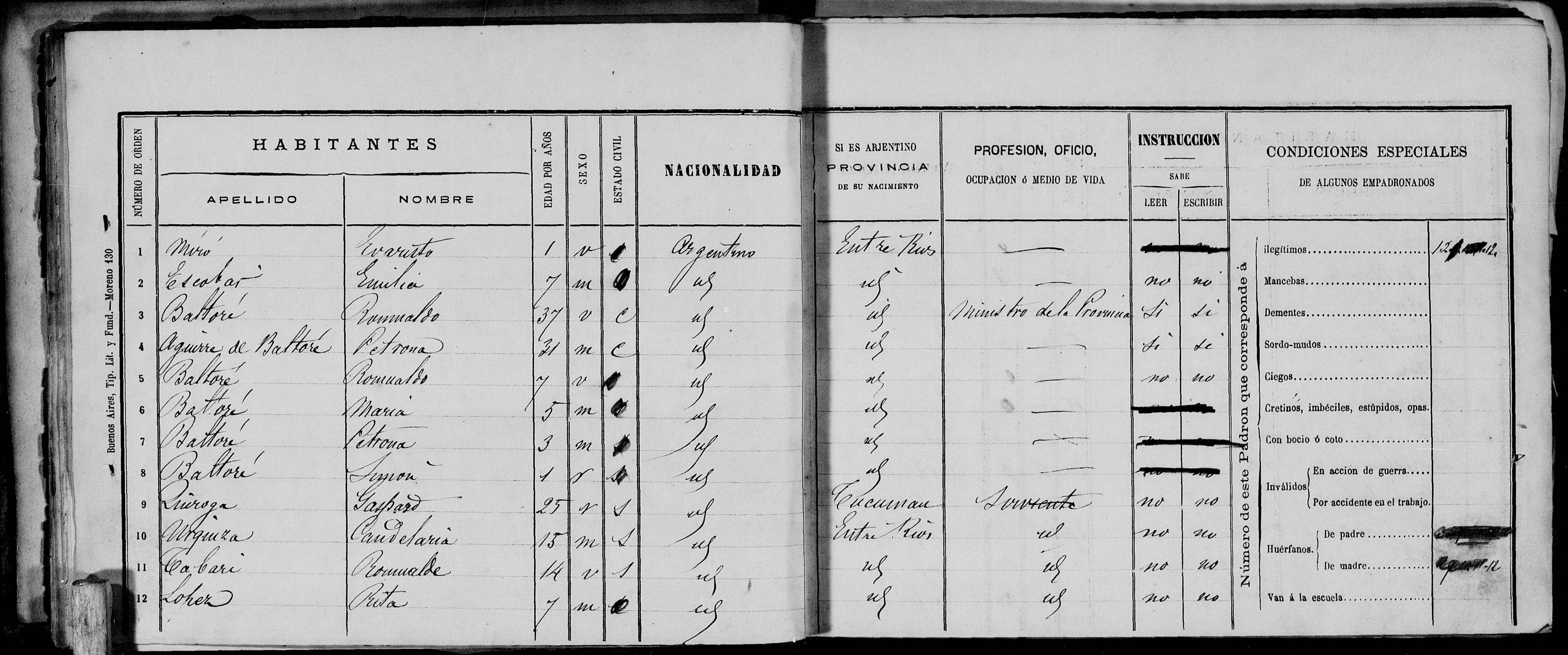
José Romualdo Baltoré en el censo de 1869 con cuatro de sus hijos y su esposa erróneamente anotada como Aguirre.

## Vida personal
Nació en Gualeguay, Entre Ríos, el 7 de febrero de 1831, hijo de Simón Baltoré y de Inocencia Sullivan. Cursó sus estudios en el Colegio del Uruguay en 1849, siendo alumno fundacional, junto a A. Cardona, Enésimo Leguizamón, José Lino Churruarín, Julián Medrano, Taita Abreu, Juan José Doncira, Mariano Querencia, los hermanos Pradeger y Pablo Migues. En enero de 1858, se recibió de abogado en la Escuela de Derecho del Colegio del Uruguay. En 1861 se casó con Petrona Guerra, con quien tuvo seis hijos: Romualdo, María, Petrona, Simón, Justa y Angela.

## Carrera Política
En 1860 fue juez de la primera Cámara de Justicia provincial, habiendo formado parte de la Convención Constituyente que dictó la Constitución de Entre Ríos de ese año.
El 1 de octubre de 1860, se crea el Consejo de Instrucción Pública de la Provincia de Entre Ríos, con sede en Concepción del Uruguay con el fin de fiscalizar y reglamentar la educación en general, del cual formó parte. En el año 1867, fue nombrado profesor de la cátedra de Latinidad en el colegio en el que se educó y además en 1872 dictó clases de Derecho Administrativo en el cuarto año de la carrera de Derecho.
Cuando asesinaron al general Justo José de Urquiza el 11 de abril de 1870, él estaba en el Palacio San José ya que era ministro del gobierno. Incluso fue apresado por los jordanistas y después liberado. Declaró como testigo en el juicio, señaló al Pardo Luna como autor del balazo y a Nicomedes Coronel como el autor de las puñaladas.
Fundó los diarios La Democracia (en sociedad con Agustín P. Justo) y La Voz del Pueblo. El 22 de abril de 1872 fue parte de los 116 vecinos uruguayenses que se reunieron en el Colegio del Uruguay para formar la Biblioteca Popular de Concepción del Uruguay. Presidió el Club Nacionalista Entrerriano de Concepción del Uruguay, y fue vicepresidente de la comisión entrerriana para la repatriación de los restos de San Martín. En 1883 se opuso al traslado de la capital provincial a Paraná) junto a gran grupo de personas con poder en la ciudad, llegaron a presionar al presidente Julio Argentino Roca, pero aun así no lo lograron.

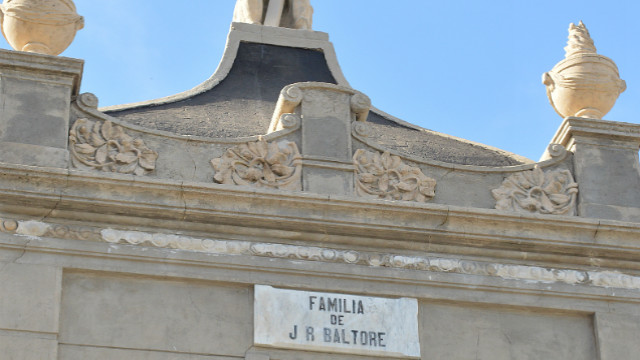
Panteón donde descansa José R. Baltoré perteneciente a la familia Tenreyro Moreyra en el cementerio de Concepción del Uruguay.

Ocupó los cargos de diputado provincial y de ministro de gobierno entre 1869 y 1880. A partir del 30 de mayo de ese mismo año, remplaza a Teófilo García como Senador de Entre Ríos por el Partido Autonomista Nacional hasta el 30 de abril de 1889, cuando es remplazado por Sabá Hernández.
Falleció el 14 de abril del año 1891 cuando era Juez de Paz en la ciudad de Buenos Aires.